# Leister Peak
Der Leister Peak ist ein Berg im westantarktischen Marie-Byrd-Land. Er ragt 5 km nördlich des Early Bluff in der Kohler Range auf.
Der United States Geological Survey kartierte ihn anhand eigener Vermessungen und Luftaufnahmen der United States Navy aus den Jahren von 1959 bis 1966. Das Advisory Committee on Antarctic Names benannte ihn 1967 nach Geoffrey L. Leister, Biologe des United States Antarctic Research Program zur Erkundung des Marie-Byrd-Lands von 1966 bis 1967.